# Licá
Luís Carlos Pereira Carneiro (Lamelas, 8 de septiembre de 1988), conocido futbolísticamente como Licá, es un jugador profesional de fútbol portugués que juega como centrocampista en el ACDR Lamelas.

## Carrera en el club
Nacido en Lamelas, concelho de Santo Tirso, se unió a las ligas menores de laAcadémica de Coimbra en 2007, de 19 años. Rara vez actuó para el equipo a lo largo de dos temporadas de primera división, también fue cedido al G. D. Tourizense, durante su contrato; el 22 de febrero de 2009 marcó su primer gol en la primera división, ayudando a una victoria 3-1 en casa contra C.S. Marítimo.
En la ventana de transferencia de enero de 2010 Licá se trasladó a C. D. Trofense en la segunda división, en préstamo, anotando cinco goles en 27 partidos en su primera temporada, cuando el club de Trofa perdió estrechamente la promoción. Desde 2011-13 representó al G. D. Estoril Praia: después de encontrar la red en 12 ocasiones en su primer año, siendo esencial para que su equipo regresara a la máxima categoría después de siete años, anotó en seis de los 30 partidos de su segunda temporada para ayudar a quedar quinta posición, con la clasificación a los play-offs de la Liga Europa de la UEFA.
Lica firmó con el campeón de Liga F.C. Porto el 29 de mayo de 2013, en un contrato de cuatro años. Él anotó su primer gol oficial con su nuevo equipo el 10 de agosto, anotó en el primer partido en la victoria por 3-0 ante el Vitória S. C. para la Supercopa de Portugal de la temporada.
El 1 de agosto de 2014 fue cedido al Rayo Vallecano de España hasta el final de la temporada.

## Selección nacional
El 10 de septiembre de 2013, poco después de haberse trasladado a Porto, hizo su debut con el equipo nacional de Portugal en un partido amistoso, jugando los últimos seis minutos de una derrota por 1-3 con Brasil en Boston, Estados Unidos.
| Selección       | País     | Periodo | Partidos (goles) |
| --------------- | -------- | ------- | ---------------- |
| Portugal sub-21 | Portugal | 2009    | 5 (1)            |
| Portugal        | Portugal | 2013    | 1 (0)            |

## Clubes
| Club                       | País       | Año       | Partidos (goles) |
| -------------------------- | ---------- | --------- | ---------------- |
| Social Lamas               | Portugal   | 2006-2007 | 2 (1)            |
| Académica de Coimbra       | Portugal   | 2007-2011 | 24 (2)           |
| G. D. Tourizense→(cesión)  | Portugal   | 2007-2008 | 34 (8)           |
| C. D. Trofense→(cesión)    | Portugal   | 2010-2011 | 43 (9)           |
| G. D. Estoril              | Portugal   | 2011-2013 | 66 (20)          |
| F. C. Porto                | Portugal   | 2013-2014 | 36 (4)           |
| Rayo Vallecano→(cesión)    | España     | 2014-2015 | 23 (0)           |
| Vitória Guimarães→(cesión) | Portugal   | 2015-2016 | 33 (6)           |
| Nottingham Forest F. C.    | Inglaterra | 2016      | 7 (0)            |
| G. D. Estoril→(cesión)     | Portugal   | 2016-2017 | 15 (1)           |
| Granada C. F.→(cesión)     | España     | 2017      | 3 (0)            |
| Belenenses SAD             | Portugal   | 2018-2020 | 90 (23)          |
| S. C. Farense              | Portugal   | 2020-2021 | 24 (3)           |
| Belenenses SAD             | Portugal   | 2022      | 12 (0)           |
| ACDR Lamelas               | Portugal   | 2023-     | 70 (49)          |

## Palmarés

### Títulos nacionales
| Título                       | Club          | País     | Año     |
| ---------------------------- | ------------- | -------- | ------- |
| Segunda División de Portugal | G. D. Estoril | Portugal | 2011-12 |
| Supercopa de Portugal        | F. C. Porto   | Portugal | 2013    |